# Oreopanax deinocephalus
Oreopanax deinocephalus är en araliaväxtart som beskrevs av Hermann Harms. Oreopanax deinocephalus ingår i släktet Oreopanax och familjen Araliaceae. Inga underarter finns listade.